# Antigua Guatemala
Antigua Guatemala, thường gọi tắt là Antigua hay La Antigua là một thị xã ở cao nguyên miền trung nước Guatemala. Thị trấn này được biết đến vì nơi đây tập trung nhiều kiến trúc cổ thuộc thời kỳ thuộc địa khi Tây Ban Nha cai trị xứ Guatemala. Antigua được ấn định là một địa điểm trong danh sách Di sản Thế giới của Tổ chức Giáo dục, Khoa học và Văn hóa Liên Hợp Quốc (UNESCO).
Antigua cũng là lỵ sở tỉnh Sacatepéquez.

## Lịch sử

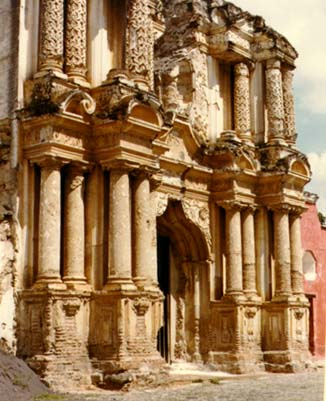
Chi tiết kiến trúc giáo đường ở Antigua.

Thị trấn này được thành lập ngày 10 Tháng Ba năm 1543 để thay thế thủ phủ cũ bị đất truồi lấp mất vào năm 1541. Danh hiệu được chọn là Santiago de los Caballeros vốn là tên của thủ phủ cũ nay đem đặt cho thị trấn mới.
Trong suốt hơn 200 năm chính quyền thuộc địa Tây Ban Nha cai trị một dải Trung Mỹ dưới tên Trấn Guatemala (Audiencia de Guatemala hay Capiténcia Géneral de Guatemala) chạy dài từ México đến Panama từ thủ phủ Santiago này. Thời kỳ vàng son của Santiago là vào thế kỷ 18 khi dân số lên khoảng 60.000 người cư ngụ ở đây. 
Vào ngày 29 Tháng Chín năm 1717 một trận động đất ước đoán là 7,4 độ Richter làm chuyển động Santiago, phá sập 3000 nóc nhà. Năm 1773 một chuỗi địa chấn nữa gần như triệt hạ toàn phần thành phố khiến chính quyền thuộc địa quyết định thiên đô về địa điểm mới ở thung lũng Ermita năm 1776. Santiago từ đó bị bỏ rơi. Địa danh Antigua Guatemala, nghĩa là "Guatemala cũ" từ đó phổ biến để gọi Santiago, vì đây trở thành cố đô của Guatemala.
Cũng vì biến cố lịch sử trên mà Antigua tích lưu được nhiều tòa nhà cổ, có phần hoang phế nhưng cũng có điểm được trùng tu lại. Di sản văn hóa đó nay là thắng tích thu hút nhiều du khách.